# Torre Spaccata

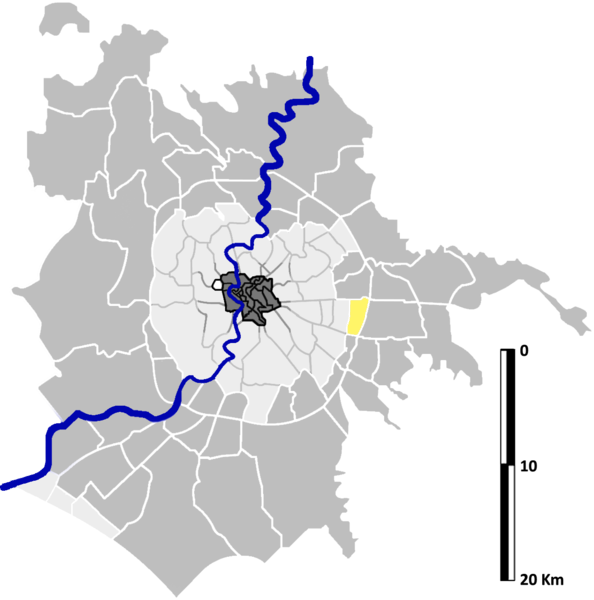
Localisation de Torre Spaccata sur la carte administrative de Rome.

Torre Spaccata est une zona di Roma (zone de Rome) située à l'est de Rome dans l'Agro Romano en Italie. Elle est désignée dans la nomenclature administrative par Z.XII et fait partie des Municipio V et Municipio VI. Sa population est de 13 390 habitants répartis sur une superficie de 4,88 km2.
Il forme également une « zone urbanistique » désigné par le code 8.a, qui compte en 2010 : 18 496 habitants.

## Lieux particuliers
- Église Nostra Signora del suffragio e Sant'Agostino di Canterbury (1975)